# Активні форми кисню
Акти́вні фо́рми кисню (АФК) або реакти́вні фо́рми кисню (англ. Reactive oxygen species, ROS) — загальний термін у біохімії, що включає іони кисню, вільні радикали та перекиси (як органічні, так і неорганічні). Загалом це малі молекули, надзвичайно активні завдяки присутності у них неспарених валентних електронів. АФК формуються в живих клітинах як побічний продукт нормального кисневого метаболізму, та грають важливу роль у передачі клітинних сигналів.
Нещодавно було знайдено, що надмірне виділення активних форм кисню також може мати ефект на втрату теломер, значно прискорюючи цей процес у певних тканинах, проте, під час зовнішнього стресу концентрації АФК можуть значно зрости, що призводить до руйнування внутрішньоклітинних структур. Ця ситуація відома як оксидативний стрес.